# Episodi de I Griffin (quattordicesima stagione)
La quattordicesima stagione della serie televisiva I Griffin, composta da 20 episodi, è stata trasmessa negli Stati Uniti, da Fox, dal 27 settembre 2015 al 22 maggio 2016.
In Italia la stagione è stata trasmessa dal 4 al 25 luglio 2016 su Italia 1 saltando 4 episodi. Due degli episodi inediti sono stati recuperati il 12 e 15 agosto 2016 su Italia 1, mentre gli altri due il 16 maggio 2017 su Italia 2 durante le repliche della stagione 
| nº | Codice di produzione | Titolo originale              | Titolo italiano                           | Prima TV USA      | Prima TV Italia |
| -- | -------------------- | ----------------------------- | ----------------------------------------- | ----------------- | --------------- |
| 1  | CACX17               | Pilling Them Softly           | Intossicami dolcemente                    | 27 settembre 2015 | 4 luglio 2016   |
| 2  | CACX18               | Papa Has a Rollin' Son        | Papà ha un figlio rotolante               | 4 ottobre 2015    | 5 luglio 2016   |
| 3  | DACX02               | Guy, Robot                    | Amici tecnologici                         | 11 ottobre 2015   | 6 luglio 2016   |
| 4  | CACX16               | Peternormal Activity          | Attività Peternormale                     | 25 ottobre 2015   | 7 luglio 2016   |
| 5  | DACX03               | Peter, Chris, & Brian         | Peter, Chris e Brian                      | 8 novembre 2015   | 8 luglio 2016   |
| 6  | DACX04               | Peter's Sister                | La sorella di Peter                       | 15 novembre 2015  | 11 luglio 2016  |
| 7  | DACX06               | Hot Pocket-Dial               | Messaggi bollenti                         | 22 novembre 2015  | 12 luglio 2016  |
| 8  | DACX07               | Brokeback Swanson             | Paralisi                                  | 6 dicembre 2015   | 12 agosto 2016  |
| 9  | DACX05               | A Shot in the Dark            | Uno sparo nel buio                        | 13 dicembre 2015  | 15 agosto 2016  |
| 10 | DACX01               | Candy, Quahog Marshmallow!    | Caramelle, Quahog, Marshmallow            | 3 gennaio 2016    | 13 luglio 2016  |
| 11 | DACX08               | The Peanut Butter Kid         | Il bimbo del burro d'arachidi             | 10 gennaio 2016   | 14 luglio 2016  |
| 12 | DACX09               | Scammed Yankees               | Yankees truffati                          | 17 gennaio 2016   | 20 luglio 2016  |
| 13 | DACX12               | An App a Day                  | Un'app al giorno                          | 14 febbraio 2016  | 16 maggio 2017  |
| 14 | DACX13               | Underage Peter                | Peter minorenne                           | 21 febbraio 2016  | 16 maggio 2017  |
| 15 | DACX11               | A Lot Going on Upstairs       | Un mucchio di cose che succedono di sopra | 6 marzo 2016      | 15 luglio 2016  |
| 16 | DACX14               | The Heartbreak Dog            | Il cane dongiovanni                       | 13 marzo 2016     | 18 luglio 2016  |
| 17 | DACX15               | Take a Letter                 | Porta la lettera                          | 17 aprile 2016    | 19 luglio 2016  |
| 18 | DACX16               | The New Adventures of Old Tom | Le nuove avventure del vecchio Tom        | 8 maggio 2016     | 21 luglio 2016  |
| 19 | DACX17               | Run, Chris, Run               | Corri, Chris, corri                       | 15 maggio 2016    | 22 luglio 2016  |
| 20 | DACX18               | Road to India                 | Passaggio in India                        | 22 maggio 2016    | 25 luglio 2016  |

## Intossicami dolcemente
- Sceneggiatura: Hayes Davenport
- Regia: Jerry Langford
- Messa in onda originale: 27 settembre 2015
- Messa in onda italiana: 4 luglio 2016

Durante una visita medica, Stewie scopre di essere affetto dall'ADHD e gli vengono prescritti dei farmaci. Nel frattempo, Peter e Quagmire  competono l'uno contro l'altro in un cooking show.

## Papà ha un figlio rotolante
- Sceneggiatura: Danny Smith
- Regia: Steve Robertson
- Messa in onda originale: 4 ottobre 2015
- Messa in onda italiana: 5 luglio 2016

Per la festa del papà, Peter, Cleveland e Quagmire decidono di invitare il padre di Joe, Budd, il quale però prova disprezzo per i diversamente abili. Per cercare di risolvere la situazione, Peter decide di prendere il posto di Joe come suo figlio. Nel frattempo, Stewie viene a sapere durante una visita medica che avrà una statura bassa per il resto della sua vita. Dopo aver appreso questa notizia, Stewie incontrerà e stringerà amicizia con Tom Cruise, il quale lo convincerà che essere bassi ha i suoi vantaggi.

## Amici tecnologici
- Sceneggiatura: Chris Regan
- Regia: Mike Kim
- Messa in onda originale: 11 ottobre 2015
- Messa in onda italiana: 6 luglio 2016

Brian critica duramente i tweet di Stewie poiché insensati, ma quando ad uno spettacolo di cabaret si ritrova senza battute (divertenti), copia i tweet di Stewie che si rivelano un successo. Il bambino tronca quindi l'amicizia col cane e decide di costruirsi un robot come amico. Questo si rivela anche più intelligente di Stewie stesso, costruendosi altri due robot e "bullizzando" il bambino. Decide quindi di distruggerli con l'aiuto di Brian. Stewie pensa che eliminarli sarà difficile, ma si ricrede quando Brian li annienta con l'acqua. Intanto Lois si accorge che la parte di letto di Peter è totalmente senza molle e decidono quindi di comprarne uno nuovo. Dopo una visita in un negozio di materassi, trovano il modello perfetto. Il nuovo materasso non giova però alla vita sessuale dei due, e Peter decide di recuperare il vecchio, trovandolo nel set di un film porno. Riesce così a riaccendere la passione con Lois, ma i due decidono di tenere quello nuovo perché più igienico.

## Attività Peternormale
- Sceneggiatura: Chris Sheridan
- Regia: Greg Colton
- Messa in onda originale: 25 ottobre 2015
- Messa in onda italiana: 7 luglio 2016

Peter e i ragazzi, dopo aver visto al cinema un film horror deludente, decidono di scrivere un film horror. Non trovando l'ispirazione all'Ostrica Ubriaca si recano in un vecchio manicomio abbandonato per trovare ispirazione. Mentre buttano giù qualche idea iniziano a spaventarsi per i rumori strani e l'inquietudine del posto. Decidono quindi di scappare ma trovano di fronte a loro un vecchio dalla mano uncinata, secondo loro un assassino che viveva lì. Quando però lo uccidono scoprono che in realtà era un militare che faceva il guardiano del posto. I quattro amici ormai presi dai sensi di colpa e dalla paura della galera cercano di incolparsi l'un l'altro trovando alla fine la perfetta trama per un film horror. Il film non è un successo, tuttavia i quattro, appena uscitti dal cinema, leggono su un giornale della scomparsa del custode che avevano ucciso, nientemeno che un ladro di medaglie al valore leader del Ku Klux Klan locale. Nel frattempo Brian decide di indossare gli occhiali da vista per sembrare più intelligente. Stewie non riesce a sopportare il suo nuovo atteggiamento e decide di romperli.

## Peter, Chris e Brian
- Sceneggiatura: Patrick Meighan
- Regia: Joe Vaux
- Messa in onda originale: 8 novembre 2015
- Messa in onda italiana: 8 luglio 2016

Tra le sue vecchie riviste porno Peter trova un video di un giovane se stesso in cui augura al suo omonimo di essere diventato qualcuno (asserendo di non voler fare i lavori che poi avrebbe fatto per davvero come l'operaio in una birreria). Deluso da come è diventato, vede in Chris se stesso quando era ragazzo, e decide di affidarlo a Brian, che lo fa diventare un ragazzo colto e sofisticato, perdendo però il legame con il padre. Ad una riunione di un club del libro a cui il ragazzo e Brian partecipano, Chris vede come il cane finga di essere quella persona sofisticata che sembra per i suoi comodi (cioè apparentemente rimorchiare) e decide di andarsene e si riunisce al padre, sperando di diventare come lui da adulto (molto improbabile).

## La sorella di Peter
- Sceneggiatura: Tom Devanney
- Regia: John Holmquist
- Messa in onda originale: 15 novembre 2015
- Messa in onda italiana: 11 luglio 2016

Per il giorno del Ringraziamento, Lois decide di invitare anche Karen, la sorella di Peter, una wrestler molto forte che è stata inconsciamente violenta con quest'ultimo. Dopo che Peter è stato sfrattato e preso in giro dalla sorella, Meg intuisce che suo padre l'ha trattata male per tutto il tempo solo perché era stato influenzato dalla violenza di Karen. Per dimostrare a se stesso di essere forte, Peter decide di scontrarsi con lei ad un incontro di wrestling. Ma quando allo scontro Karen sembra avere la meglio su suo fratello, arriva Meg, che la colpisce con una sedia facendola svenire. Verso la fine dell’episodio, Peter riceve una chiamata dove dicono che sua sorella non ce l’ha fatta.

## Messaggi bollenti
- Sceneggiatura: Aaron Lee
- Regia: Steve Robertson
- Messa in onda originale: 22 novembre 2015
- Messa in onda italiana: 12 luglio 2016

Durante una cena con Peter, Lois e suo padre Ida, Quagmire confessa a quest'ultimo di essere perdutamente innamorato di Lois. Quando Peter lo viene a sapere tramite un messaggio vocale inviato per sbaglio sul suo cellulare, va su tutte le furie e rompe l'amicizia con Quagmire. A questo punto, Lois cerca di risolvere la situazione, ma Quagmire decide di trasferirsi per evitare ulteriore imbarazzo. Quando Peter capisce che il gruppo è noioso senza Glenn, chiede a Lois di risolvere la situazione. Quagmire decide di mettere da parte i suoi sentimenti e di tornare a casa.

## Paralisi
- Sceneggiatura: Ted Jessup
- Regia: Julius Wu
- Messa in onda originale: 6 dicembre 2015
- Messa in onda italiana: 12 agosto 2016

I ragazzi partecipano ad una corsa dei tori compreso Joe, il quale è coinvolto in un grave incidente rimanendo paralizzato dal collo in giù. I suoi amici decidono di sostenerlo dato che ha ancora più bisogno di aiuto e Bonnie lo ha lasciato. Nel frattempo Brian intraprende una relazione con una ragazza, ma quando scopre che lei è sposata si finge un cane da compagnia per mascherare il tradimento. Brian però viene costretto a vivere a casa loro dal marito della ragazza. Per fortuna Stewie è nei paraggi e riuscirà a convincere l'uomo a restituirgli Brian. Intanto i ragazzi portano Joe in una casa di cura dall'aspetto orribile. Quando Lois lo viene a sapere costringe Peter a riportare Joe a casa. Quando Peter, Cleveland e Quagmire lo vanno a riprendere scoprono che Joe ha il cellulare del dottor Hartman conficcato nella schiena, era proprio il cellulare ad aver paralizzato completamente Joe.

## Uno sparo nel buio
- Sceneggiatura: Mike Desilets
- Regia: Brian Iles
- Messa in onda originale: 13 dicembre 2015
- Messa in onda italiana: 15 agosto 2016

Peter decide di lasciare il divano di casa in giardino ma quando il mattino dopo non lo trova più si convince che glielo hanno rubato. Su tutte le furie organizza una ronda di quartiere insieme a Cleveland, Joe e Quagmire. Una sera vede una figura nell'ombra che cerca di entrare di nascosto in casa di Cleveland, nonostante gli ordina di fermarsi lui non lo ascolta. Peter allora gli spara, rimanendo però sconvolto quando scopre che il malintenzionato in realtà era Cleveland Jr. che rientrava in casa e non lo aveva sentito dato che aveva gli auricolari nelle orecchie. Dopo aver saputo la notizia, Cleveland e Donna decidono di denunciare Peter per crimine razziale, nonostante Peter cerchi di scusarsi e di spiegare che si è trattato di un incidente. Peter all'inizio viene messo in carcere ma grazie agli avvocati di Carter riesce ad essere assolto e far passare Cleveland Jr. come un criminale. Peter colto da un senso di colpa, va a casa di Cleveland, circondata da una folla inferocita, e difende Junior, affermando di avergli sparato e basta perché si era spaventato. Peter accetta dunque di andare in prigione, ma Cleveland, colpito dal gesto dell'amico, annuncia a tutti di aver sparato lui stesso al figlio, facendo disinteressare tutti.

## Caramelle, Quahog, Marshmallow
- Sceneggiatura: Cherry Chevapravatdumrong
- Regia: Joseph Lee
- Messa in onda originale: 3 gennaio 2016
- Messa in onda italiana: 13 luglio 2016

Frugando dentro delle vecchie scatole di Quagmire, i ragazzi scoprono che quest'ultimo ha preso parte in una soap opera coreana come attore protagonista. I quattro si mettono a guardare tutti gli episodi ma manca l'ultimo episodio. Peter, Cleveland e Joe ormai appassionatosi alla soap si dirigono in Corea del Sud per cercare l'episodio mancante. Quando arrivano sul luogo Quagmire viene osannato dalla popolazione che ancora si ricordava il suo personaggio. Qui ritrova Sujin, la co-protagonista della soap. I due si innamorano e Quagmire decide di rimanere in Corea. Peter, Joe e Cleveland cercano di fargli cambiare idea ma invano. I tre tornano in aeroporto rassegnati ma alla fine Quagmire si convince che è meglio ritornare alla sua vecchia vita.

## Il bimbo del burro d'arachidi
- Sceneggiatura: Artie Johann
- Regia: Greg Colton
- Messa in onda originale: 10 gennaio 2016
- Messa in onda italiana: 14 luglio 2016

La famiglia Griffin si accorge di avere problemi di soldi e perciò cerca dei modi per guadagnare. Peter compra un metal detector ma lo usa per trovare cianfrusaglie e rubare oggetti alla gente. Lois ha un'idea migliore: vuole portare Stewie ad un provino per una pubblicità del burro d'arachidi. Stewie riesce ad ottenere la parte e il reddito della famiglia migliora. I soldi però iniziano a finire e Peter e Lois costringono Stewie a fare altre cose nel mondo dello spettacolo che lo portano a stressarlo anche con l’uso della droga. Alla fine Stewie manderà all'aria di proposito una pubblicità in produzione sotto consiglio di Brian.

## Yankees truffati
- Sceneggiatura: Ray James
- Regia: Jerry Langford
- Messa in onda originale: 17 gennaio 2016
- Messa in onda italiana: 20 luglio 2016

Peter viene costretto da Lois a fare compagnia a Carter mentre lei va alla spa insieme alla madre Barbara. Peter convince Carter ad accettare un'offerta che si rivelerà essere una truffa proveniente dalla Nigeria. Carter decide quindi di riprendersi i soldi persi nella truffa e insieme a Peter parte per l'Africa. Arrivati in Africa Peter e Carter scoprono che i soldi inviati sono serviti a migliorare il luogo e il benessere della popolazione, ma Carter infuriato decide di distruggere tutto e fa rinchiudere Peter, il quale si era opposto alle cattiverie di Carter. La notizia fa il giro del mondo grazie al cantante Paul Simon e Lois decide di partire per l'Africa in soccorso del marito. Arrivata lì riesce a convincere il padre a rimettere tutto in ordine e a far liberare Peter. Nel frattempo Brian rimane impressionato dalla sorprendente bellezza del corpo di Patty, un'amica di Meg che di solito non è vista come attraente per via del fatto che è sempre vista solo di viso, e fa di tutto per uscire con lei. Quando è sul punto di fare sesso con lei, Meg arriva per interrompere tutto intimando a Patty di non farlo perché Brian si sta solo approfittando di lei, e confessa inoltre di aver sempre cercato di trattenerla e di nasconderle della sua bellezza nascosta perché non voleva rischiare di essere separata da lei come amica.
NOTA: Meg si mostra notevolmente ipocrita e inappropriatamente moralista (se non addirittura ageista) in questo episodio, perché all'inizio dice a Brian di smetterla di provarci con Patty perché "è squallido, smettila" e "ha 18 anni" (quindi adulta e perfettamente legale secondo la legge del Rhode Island), ma non ha usato lo stesso argomento quando Lois ci ha provato con e ha baciato un precedente fidanzato di Meg, o quando Quagmire ci ha provato con le amiche di Meg numerose volte, o anche quando Taylor Swift è uscita con suo fratello Chris (un ragazzo appena pubescente), per non parlare del fatto che Meg è uscita con il sindaco West più di una volta, Quagmire, l'annunciatore dei Super Friends, Seamus, Bruce (quasi sposata con quest'ultimo), e ha persino molestato sessualmente Brian, Joe e Babbo Natale. E la maggior parte di tutte queste volte prima di compiere 18 anni. Potrebbe però essere stata solo una scusa per non rischiare di separarsi da Patty e di perderla come amica come lei stessa teme alla fine dell'episodio. La storia secondaria che coinvolge Meg e Brian e la loro rappresentazione e caratterizzazione in questo episodio è infatti la ragione principale delle critiche negative dell'episodio e per essere uno degli episodi con il punteggio più basso sia dalla critica che dal pubblico.

## Un'app al giorno
- Sceneggiatura: Anthony Blasucci
- Regia: Mike Kim
- Messa in onda originale: 14 febbraio 2016
- Messa in onda italiana: 16 maggio 2017

Peter sovraccarica il suo telefono con delle applicazioni. Compra un nuovo telefono con più memoria e dà il suo vecchio cellulare a Chris, il quale invia ad una sua compagna di scuola una foto oscena che costringerà il ragazzo a sottoporsi ad un intervento di castrazione chimica per non essere considerato pervertito dai suoi compagni. Stewie invece, si unisce a un club di tennis e invita Brian ad essere il suo partner.

## Peter minorenne
- Sceneggiatura: Shawn Ries
- Regia: Joseph Lee
- Messa in onda originale: 21 febbraio 2016
- Messa in onda italiana: 16 maggio 2017

Il sindaco West impone una legge con la quale stabilisce che l'età minima consentita per acquistare alcolici è di cinquant'anni. Peter perciò chiede a Brian di comprare gli alcolici al posto suo, visto che grazie agli anni da cane, egli supera il limite. Brian però finisce ai lavori forzati a causa di Peter, che spiffera al poliziotto il fatto che il cane gli ha venduto la birra. I due inizieranno a litigare vivacemente e Brian lo rimprovera di voler trascorrere del tempo insieme a lui solo perché ricava gli alcolici. Comunque i due amici decideranno di andare dal sindaco West in persona e di far abrogare la legge. L'iniziativa sembra non avere successo, ma riescono ad incastrare il sindaco quando scoprono che anche lui viola tale legge, poiché la moglie in quel momento stava bevendo vino. Infine i due scopriranno che il loro legame è ancora parecchio saldo.

## Un mucchio di cose che succedono di sopra
- Sceneggiatura: Steve Callaghan
- Regia: Joe Vaux
- Messa in onda originale: 6 marzo 2016
- Messa in onda italiana: 15 luglio 2016

Peter inizia a passare un sacco di tempo in soffitta dove ha creato una stanza dei divertimenti, ma la situazione peggiora quando invita i suoi amici a passare il tempo insieme a lui. Lois è stufa di questa situazione e decide di imprigionarli là sopra. Alla fine li farà uscire visto che la situazione era insostenibile per i quattro. Intanto Stewie fa degli incubi ricorrenti durante la notte e non riesce a dormire correttamente. Brian decide di aiutarlo vedendo le pessime condizioni fisiche di Stewie. Quest'ultimo permette a Brian di entrare nei suoi incubi insieme a lui grazie a una macchina. Brian riuscirà a uccidere il mostro responsabile degli incubi di Stewie ma appena esso muore si trasforma in Brian stesso. Stewie interpreta tutto ciò per il fatto che è ossessionato nel non deludere Brian e che è un suo pensiero ricorrente.

## Il cane dongiovanni
- Sceneggiatura: Lew Morton
- Regia: Brian Iles
- Messa in onda originale: 13 marzo 2016
- Messa in onda italiana: 18 luglio 2016

In casa Swanson si festeggia il compleanno di Bonnie. Quest'ultima viene trovata piangente da Brian e i due si baciano dopo aver parlato dei problemi della donna. Brian è mortificato e confida il segreto a Peter il quale però si lascia sfuggire di bocca il fattaccio davanti a Joe. Dopo essere stati insultati dai loro amici e familiari Bonnie e Brian decidono di fuggire e iniziare una nuova vita da soli. Quando però vedono che è più dura di come credevano Bonnie torna a casa ricongiungendosi con Joe. Nel frattempo Meg si reca in un centro anziani per fare dei lavori socialmente utili per conto della scuola. Come risarcimento per i pessimi trattamenti subiti da parte degli anziani decide di derubarli. Quando Chris scopre le azioni di Meg la aiuta a rapinare gli anziani insieme a lei. Alla fine però i due si pentono di averli derubati e decidono di restituire tutta la roba.

## Porta la lettera
- Sceneggiatura: Kevin Biggins
- Regia: John Holmquist
- Messa in onda originale: 17 aprile 2016
- Messa in onda italiana: 19 luglio 2016

Quando Lois diventa un’impiegata delle poste per pagare la scuola privata di Stewie, trova una lettera non inviata di Peter che era destinata alla sua ex.

## Le nuove avventure del vecchio Tom
- Sceneggiatura: Travis Bowe
- Regia: Steve Robertson
- Messa in onda originale: 8 maggio 2016
- Messa in onda italiana: 21 luglio 2016

La famiglia Griffin fa shopping al centro commerciale. Durante lo svago Brian cerca di fare colpo su una commessa comprando un anello costosissimo. Stewie, entrato nel negozio insieme a lui, gli chiede spiegazioni, Brian gli rivela che è tutta una tattica e che quando la ragazza non è di turno lo restituirà ad un'altra commessa. I piani mutano quando Chris stupidamente mangia l'anello e Brian con Stewie fanno di tutto per recuperarlo. Nel frattempo Peter cerca di far sparire dalle scene il nuovo affascinante giornalista della tv locale del quale si era invaghita Lois. Nel tentativo di mandarlo via fa licenziare per errore Tom Tucker. Quest'ultimo dopo aver perso il lavoro entra in depressione ed è sul punto di suicidarsi. Peter arriva in tempo e riesce a fargli riavere il lavoro facendogli avere un servizio da mandare in onda.

## Corri, Chris, corri
- Sceneggiatura: Damien Fahey
- Regia: Julius Wu
- Messa in onda originale: 15 maggio 2016
- Messa in onda italiana: 22 luglio 2016

Chris si candida come "Re del ballo" supportato da Neil Goldman. Nonostante lo scetticismo di Lois, Stewie e Brian, Chris riesce ad essere eletto come re. In famiglia sono tutti entusiasti del risultato di Chris a parte Meg che spiega a Stewie e Brian che in realtà hanno eletto Chris solo per un gesto caritatevole. Chris non crede a Brian e Stewie quando glielo rivelano, ma lo scoprirà al giorno del ballo. Nel frattempo Cleveland inizia a frequentare Jerome fuori dal pub e Peter, Joe e Quagmire cercano di farlo tornare nel gruppo senza però riuscirci. Cleveland si sente a suo agio con Jerome ma quest'ultimo gli fa capire che esce con lui solo perché sono della stessa etnia. Cleveland stupito decide di tornare dai suoi vecchi amici.

## Passaggio in India
- Sceneggiatura: Danny Smith
- Regia: Greg Colton
- Messa in onda originale: 22 maggio 2016
- Messa in onda italiana: 25 luglio 2016

Brian chiamando il centro assistenza dell'azienda produttrice del suo computer per risolvere un guasto tecnico conosce una centralinista, Padme. Tra i due nasce subito un sentimento amoroso e Brian decide di partire insieme a Stewie per l'India dove Padme lavora. I due riescono a trovare la ragazza ma lei sta per sposarsi con un ragazzo come da tradizione. Padme però rivela ai presenti di non volersi sposare ma di voler partire negli Stati Uniti insieme a Brian. Il padre della ragazza accetta ma vuole un risarcimento in denaro sostanzioso. Brian non ha molti soldi, così cerca di vincere al programma The Millionaire perdendo però dopo aver sbagliato la prima domanda. A questo punto Padme rinuncia al suo progetto e rimane in India. Nel frattempo Peter viene costretto ad andare a giocare a bingo insieme a Joe. Inizialmente Peter è annoiato ma andando avanti col gioco e conoscendo gli altri giocatori diventa un cliente abituale togliendo il titolo di "simpaticone" a Joe. Lois cerca di intervenire convincendo Peter a smettere di giocare ma senza successo. Alla fine Peter rinuncerà a giocare dopo che Meg e Chris arriveranno a togliergli tutto il divertimento.